# Ommata carinicollis
Ommata carinicollis là một loài bọ cánh cứng trong họ Cerambycidae.